# STX11
Syntaxin 11, conosciuto anche come STX11, è un gene umano ed è un membro della famiglia  t-SNARE 